# 촌위원회
촌위원회 또는 촌소비에트(Selsoviet, 러시아어: сельсовет / сельский совет)는 과거 소련과 오늘날의 일부 구소련 국가에서 쓰이는 하위 행정 구역이자 그 행정 구역을 관리하는 위원회를 가리키는 말이다. 이후 러시아의 행정 구역에서도 군 지정 도시, 도시형 정착지와 동등한 제3단계의 지방 행정 구역으로 쓰였으나 1990년대 중반부터 농촌형 정착지를 중심으로 하는 제도로 전환되어 갔다.

## 같이 보기
- 러시아의 행정 구역